# Beverly (Washington)
Beverly ist ein gemeindefreies Gebiet und ein Census-designated place an den Ufern des Columbia River im Grant County im zentralen Teil des US-Bundesstaates Washington. In dem Ort leben ein paar hundert Einwohner. Er liegt ein paar Meilen unterhalb des Wanapum Dam und schmiegt sich an die Basis der Sentinel Gap, einer gewaltigen Basaltformation in einem Teil der Saddle Mountains, die den Columbia River überragen. Der United States Census 2020 zählte 266 Einwohner.

## Geschichte
Beverly wurde um 1905 von H. R. Williams nach Beverly in Massachusetts benannt.
Beverly bot von 1905 bis in die 1920er Jahre hunderten von Eisenbahnarbeitern eine Heimstatt, als die Milwaukee Railroad gebaut wurde. Die Gesellschaft baute für eine Million US-Dollar unmittelbar nördlich von Beverly die Beverly Railroad Bridge über den Columbia River; sie wurde 1909 nach fast zwei Jahren Bauzeit fertiggestellt. Die Baumaterialien wurden per Dampfschiff von flussaufwärts gelegenen Orten herantransportiert, nachdem sie dort über andere Bahnlinien angeliefert wurden.
Beverlys früher Erfolg beruhte teilweise auf den steilen Anstiegen der Bahnstrecken, die ein Vorhalten von unterstützenden Lokomotiven nötig machten, um die Anstiege zu bewältigen. Von Firmen wurden im Nachhinein farbige Broschüren gedruckt und verbreitet, die für Beverlys lange Wachstumsperiode und die geschützte Lage warben.
Die Milwaukee Road ging 1977 bankrott und in den frühen 1980er Jahren baute der Staat Washington die Gleise östlich von Beverly bis zu einem Abzweig nahe Royal City zurück, aber die hundert Jahre alte schwarze Eisenbrücke überspannt heute noch den Fluss.
Während des Zweiten Weltkriegs und weiter in den 1980er Jahren wurden tausende Waggons auf der Fahrt nach Hanford durch Beverly bewegt. Während dieser Zeit wurde der Bahnhof in Beverly (der jetzt verlassen liegt) rekonstruiert und erweitert. Irgendwann in den späten 1990er oder frühen 2000er Jahren wurde der Bahnhof abgerissen.

## Beverly heute
Beverly bleibt nicht als Gebietskörperschaft anerkannt, obwohl es eine eigene Postleitzahl hat. Das alte Postamt brannte 2003 aufgrund von Brandstiftung ab, der einzige Fall in einem Postamt in Washington in den letzten 50 Jahren. Heute wird die Gemeinde von einem provisorischen Postamt versorgt. Die Einrichtung sollte Gemeinden in Washington im Fall von Waldbränden oder anderen Katastrophen versorgen. Die heutige mobile Einrichtung wurde in den letzten sechs Jahren hier belassen, um die Postleitzahl 99321 zu bedienen.
Obwohl die Bewohner dafür warben, ihr Postamt zu erhalten, haben die Einwohner des nahen Mattawa vorgeschlagen, die historische Postleitzahl mit der von Mattawa zu vereinigen.

## Klima
Nach der Klimaklassifikation nach Köppen und Geiger hat Beverly ein semiarides Klima (abgekürzt „BSk“).